# St. Andreas (Weiden)

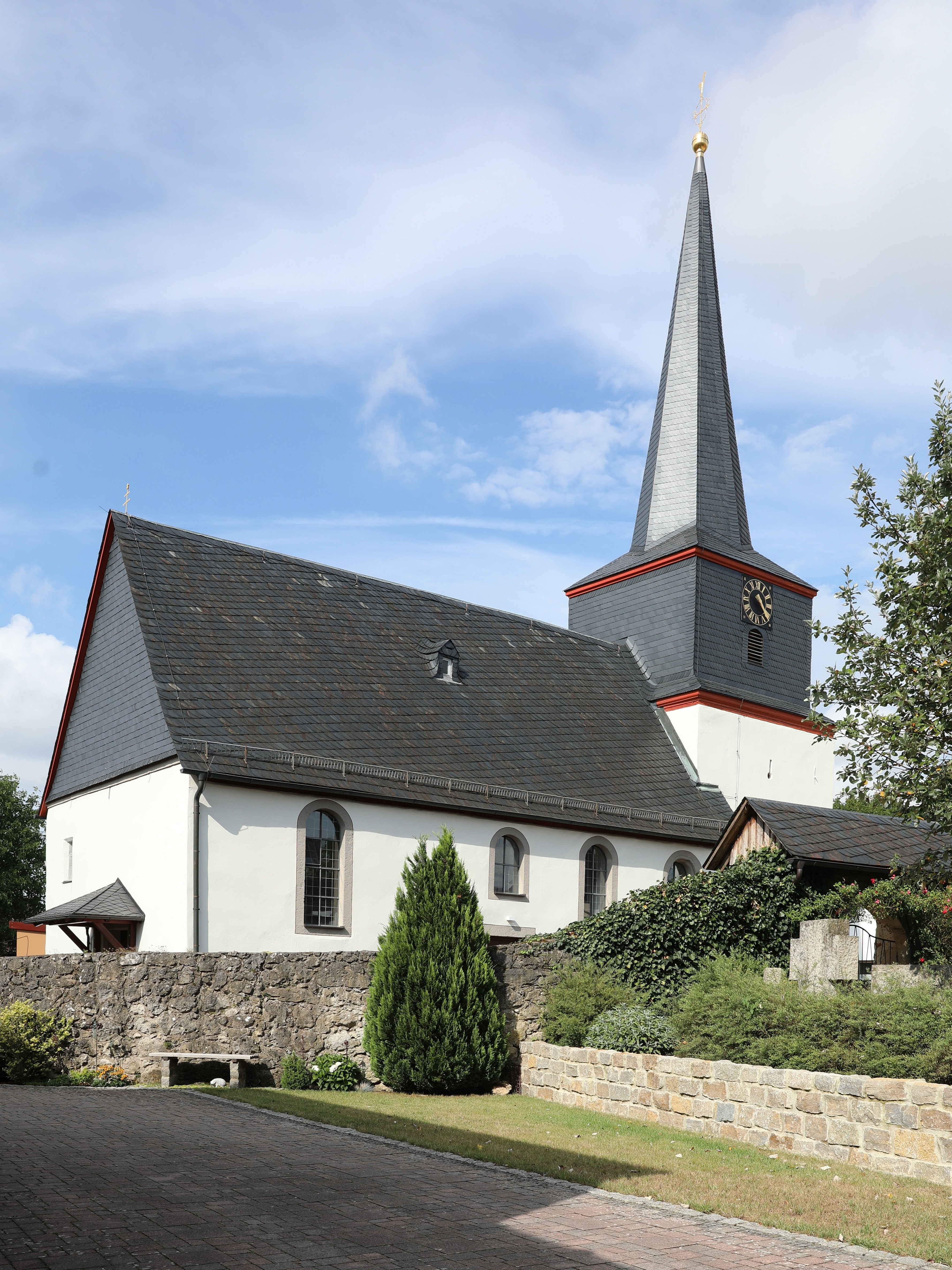
Katholische Filialkirche St. Andreas in Weiden

Die römisch-katholische Filialkirche St. Andreas in Weiden, einem Gemeindeteil der oberfränkischen Stadt Weismain im Landkreis Lichtenfels, wurde 1382 erstmals genannt. Die Kirchengemeinde gehört zur Pfarrei Modschiedel im Seelsorgebereich Obermain-Jura des Dekanats Coburg (Erzbistums Bamberg).

## Baugeschichte
Das im Jahr 1382 erstmals erwähnte Gotteshaus ist eine Chorturmkirche. Das Turmuntergeschoss und auch Teile des Kirchenschiffes sind älter und stammen aus dem 12. oder 13. Jahrhundert. Das Chorgewölbe ist wie das erste Turmobergeschoss spätmittelalterlich. Um 1520/1530 erfolgte ein Umbau des Langhauses. Im Verlauf des Dreißigjährigen Krieges zerstörte ein Brand die Kirche, die erst 1654 provisorisch wiederhergestellt war. Im 18. Jahrhundert und 1838 folgten weitere Umbauten des Langhauses.
Restaurationen wurden unter anderem 1951/1952, zwischen 1981 und 1984 durchgeführt. Im Jahr 2011 ließ die Kirchenstiftung den Kirchturm, die Fassade und die Raumschale mit Holzdecke sanieren.

## Baubeschreibung
Die Wehrkirche steht am Nordende des Ortes und ist vom örtlichen Friedhof umgeben. Die alles umschließende, dicke Friedhofsmauer aus rohbehauenen Kalkbrocken war ursprünglich die Wehrmauer um die kirchliche Anlage.
Der dreigeschossige Chorturm besteht im Sockelgeschoss aus Kalksteinquadern. Ein Kreuzgewölbe mit Kehlrippen und Scheibenschlussstein überspannt den Chorraum, der von einem rundbogigen Fenster in der Südwand und einem kleinen romanischen Rundbogenfenster in der Ostwand belichtet wird. Im ersten Obergeschoss besteht der Außenbau aus Brockenmauerwerk mit Eckquadern aus Sandstein mit Schlüssellochschießscharten nach Süden und Osten. Das zweite Obergeschoss mit der Glockenstube ist eine leicht zurückgesetzte, verschieferte Holzkonstruktion, die rundbogige Schallfenster nach drei Seiten hat. Den oberen Abschluss bildet ein achteckiger, verschieferter und spitzer Helm mit Turmknauf und Kreuz.
Ein Chorbogen grenzt den Chorraum von dem Langhaus ab, das vier Achsen hat und das im östlichen Teil von einer hölzernen Flachdecke und im westlichen Teil von einer gekrümmten Decke überspannt wird. Rundbogige Fenster belichten den Innenraum, in dem eine einfache Holzempore aus dem 18. Jahrhundert auf Holzsäulen an der Westseite mit der Orgel steht. Die Langhausnordwand besteht aus  Kalksteinquadern. Die Fassaden sind verputzt, das Giebeldreieck und das Satteldach verschiefert. Türen mit geraden Stürzen aus Sandstein sind in der Süd- und Westfassade angeordnet. Die Sakristei, ein eingeschossiger Anbau aus Kalksteinquadern mit Walmdach, steht an der Nordseite des Turmes. Der Innenraum wird von einem Tonnengewölbe mit Stichkappen überspannt.

## Ausstattung
Der um 1740 entstandene Hochaltar besteht aus einem dreiteiligen Aufbau aus marmoriertem Holz. Das von Pilastern eingerahmte Altarblatt zeigt den heiligen Andreas. Vor diesem befinden sich hölzerne Relieffiguren eines heiligen Bischofs und des heiligen Urban, um 1520/1530 entstanden. In den Seitenteilen stehen vor Pilastern, beidseitig von Freisäulen flankiert, Holzfiguren der Heiligen Johannes der Täufer und Sebastian. Über dem Altarblatt ist das Wappen des Geistlichen Stephan Mösinger vorhanden, der von 1734 bis 1751 Abt des Klosters Langheim war. Der folgende Altarauszug zeigt eine Gemälde der heiligen Dreifaltigkeit in einer geschnitzten Glorie.
Der linke Seitenaltar besteht aus einer schlichten Mensa, auf der eine Statue der Muttergottes von 1520/1530 steht, die von Figuren der Heiligen Katharina und Barbara eingerahmt wird, die wohl aus der gleichen Zeit stammen. Der rechte Seitenaltar besteht aus einem marmorierten, zweisäuligen Holzaufbau, um 1680 entstanden. Das Altarblatt wurde im 19. Jahrhundert mit dem Christkind und den vierzehn Nothelfern bemalt. Der Altarauszug zeigt das Auge Gottes in der Glorie.